# Ринорея
Риноре́я (от др.-греч. ῥινός [rhinos] «нос» + др.-греч. ῥέω [rhoe] «истечение») — симптом, означающий обильные слизистые (водянистые) выделения из полости носа. Ринорея, как правило, является симптомом острых респираторных заболеваний, однако менее выраженные проявления могут быть признаком различных хронических заболеваний не только полости носа, но и других органов и систем. Основными причинами ринореи, связанной с ринитом, являются инфекции верхних дыхательных путей (ОРВИ и грипп), аллергический и вазомоторные риниты.
Ринорею следует отличать от назальной ликвореи, возникающей иногда при переломе основания черепа.

## Этиология
Основные причины ринореи могут быть классифицированы в четыре основные группы:
- Ринорея, связанная с ринитом;
- Ринорея, возникшая по другим причинам (повреждение в носовой полости, аутоиммунные заболевания, истечение цереброспинальной жидкости);
- Ринорея, вызванная приёмом лекарственных препаратов;
- Ринорея пожилых людей.